# امادوا
امادوا (به لاتین: Amaduwa) یک منطقهٔ مسکونی در نپال است که در Kosi Zone واقع شده‌است.

## خصوصیات
امادوا ۴٬۷۱۵ نفر جمعیت دارد.